# Gareth Henry
Gareth Andre Theodore Henry (* 10. August 1991) ist ein jamaikanischer Badmintonspieler. 

## Karriere
Gareth Henry nahm 2010 im Badminton an den Zentralamerika- und Karibikspielen teil. Er wurde dabei sowohl im Herrendoppel mit Garron Palmer als im Einzel Dritter. Im Mixed mit Kristal Karjohn und in der Herrenteamwertung gewann er Silber. Bei den nationalen jamaikanischen Meisterschaften erkämpfte er sich 2008 zweimal und 2009 einmal Gold.

## Sportliche Erfolge
| Saison | Veranstaltung                       | Disziplin        | Platz | Name                            |
| ------ | ----------------------------------- | ---------------- | ----- | ------------------------------- |
| 2006   | Jamaikanische Juniorenmeisterschaft | Mixed            | 1     | Gareth Henry / Geordine Henry   |
| 2006   | Jamaikanische Juniorenmeisterschaft | Herreneinzel     | 1     | Gareth Henry                    |
| 2007   | Jamaikanische Juniorenmeisterschaft | Herreneinzel     | 1     | Gareth Henry                    |
| 2007   | Jamaikanische Juniorenmeisterschaft | Herrendoppel     | 1     | Gareth Henry / Chadwick Parsons |
| 2008   | Jamaikanische Juniorenmeisterschaft | Mixed            | 1     | Gareth Henry / Mikaylia Haldane |
| 2008   | Jamaikanische Juniorenmeisterschaft | Herreneinzel     | 1     | Gareth Henry                    |
| 2008   | Jamaikanische Meisterschaft         | Herreneinzel     | 1     | Gareth Henry                    |
| 2008   | Jamaikanische Meisterschaft         | Mixed            | 1     | Gareth Henry / Geordine Henry   |
| 2009   | Jamaikanische Meisterschaft         | Herrendoppel     | 1     | Gareth Henry / Daniel Thompson  |
| 2010   | Zentralamerika- und Karibikspiele   | Herrendoppel     | 3     | Gareth Henry / Garron Palmer    |
| 2010   | Zentralamerika- und Karibikspiele   | Herreneinzel     | 3     | Gareth Henry                    |
| 2010   | Zentralamerika- und Karibikspiele   | Herrenmannschaft | 2     | Jamaika                         |
| 2010   | Zentralamerika- und Karibikspiele   | Mixed            | 2     | Gareth Henry / Kristal Karjohn  |
| 2013   | Carebaco-Meisterschaft              | Herrendoppel     | 1     | Gareth Henry / Bjorn Seguin     |
| 2014   | Carebaco-Meisterschaft              | Herreneinzel     | 1     | Gareth Henry                    |
| 2014   | Carebaco-Meisterschaft              | Herrendoppel     | 1     | Gareth Henry / Garron Palmer    |